# Gouvernement Zapatero II
 (janvier 2023).
Si vous disposez d'ouvrages ou d'articles de référence ou si vous connaissez des sites web de qualité traitant du thème abordé ici, merci de compléter l'article en donnant les références utiles à sa vérifiabilité et en les liant à la section « Notes et références ».
Royaume d'Espagne
Zapatero I Rajoy I
Le gouvernement Zapatero II (en espagnol : Segundo Gobierno Zapatero) est le gouvernement du royaume d'Espagne en fonction entre le 14 avril 2008 et le 22 décembre 2011, durant la neuvième législature des Cortes Generales.

## Historique du mandat
Dirigé par le président du gouvernement socialiste sortant José Luis Rodríguez Zapatero, ce gouvernement est constitué et soutenu par le Parti socialiste ouvrier espagnol (PSOE) et le Parti des socialistes de Catalogne (PSC). Ensemble, ils disposent de 169 députés sur 350, soit 48,3 % des sièges du Congrès des députés, et 117 sénateurs sur 264, soit 44,3 % des sièges du Sénat.
Il est formé à la suite des élections générales du 9 mars 2008.
Il succède donc au gouvernement Zapatero I, constitué et soutenu par le PSOE et le PSC.

### Formation
Au cours du scrutin, les socialistes totalisent 262 500 voix nouvelles, ce qui leur donne cinq sièges de députés et sept mandats directs de sénateurs supplémentaires. Avec 11 288 698 suffrages favorables, le PSOE et le PSC établissent le record du nombre de voix pour une force politique depuis la fin du franquisme. Le Parti populaire (PP) de Mariano Rajoy gagne pour sa part 514 700 suffrages, ce qui le ramène au-dessus des dix millions de voix. Bien qu'elle soit troisième en voix, la Gauche unie (IU) se contente de deux députés et un seul sénateur, par ailleurs issu de l'ICV. Les nationalistes catalans de Convergence et Union (CiU) se maintiennent donc comme troisième force parlementaire avec 10 députés et quatre sénateurs directs.
Le 9 avril, Zapatero se soumet au vote d'investiture sans avoir passé aucun accord politique. Il obtient 168 voix pour, 158 contre et 23 abstentions, principalement de CiU et du Parti nationaliste basque (EAJ/PNV). N'ayant pas remporté la majorité absolue des députés, il repasse au vote le 11 avril et l'emporte avec la majorité simple de 169 voix pour, 158 contre et 23 abstentions. Il est alors le premier président du gouvernement depuis 1977 à être investi à la majorité relative, étant le second à devoir se soumettre à un second vote.
Il forme ensuite un gouvernement de 17 ministres, dont neuf femmes et neuf indépendants. C'est la première fois que les femmes et des personnalités sans affiliation politique sont majoritaires dans un cabinet espagnol. Les ministères de l'Agriculture et de l'Environnement sont fusionnés, le ministère de la Science est restauré, le ministère de l'Égalité est créé et le ministère de l'Éducation obtient les compétences en matière de politiques sociales. Le président de la députation provinciale de Barcelone Celestino Corbacho est nommé ministre du Travail et l'ancien conseiller économique de la présidence Miguel Sebastián devient ministre de l'Industrie. Carme Chacón est la première femme nommée ministre de la Défense, tandis que Bibiana Aído, ministre de l'Égalité âgée de 31 ans, est la plus jeune personne jamais désignée dans un gouvernement espagnol. Toutefois, ce cabinet détient, lors de sa formation, le record de la moyenne d'âge la plus élevée, celle-ci dépassant les 50 ans pour la première fois depuis 1977.

### Évolution
Zapatero procède à un important remaniement ministériel le 7 avril 2009. La ministre des Administrations publiques Elena Salgado devient deuxième vice-présidente et ministre de l'Économie et des Finances. C'est la première fois qu'une femme occupe ce ministère et que deux femmes ont le titre de vice-président du gouvernement. Le président d'Andalousie Manuel Chaves intègre l'exécutif comme troisième vice-président — poste disparu depuis 1978 — et ministre de la Politique territoriale, tandis que le vice-secrétaire général du PSOE José Blanco est choisi comme ministre de l'Équipement. À cette occasion, le ministère de l'Éducation perd ses compétences sociales au profit du département de la Santé.
Un nouveau remaniement est orchestré 18 mois plus tard, le 20 octobre 2010. Numéro deux de l'exécutif depuis six ans et demi, María Teresa Fernández de la Vega est relevée de ses fonctions. Le ministre de l'Intérieur Alfredo Pérez Rubalcaba prend sa suite comme premier vice-président et porte-parole, tandis que l'ancien vice-président du gouvernement basque Ramón Jáuregui est nommé ministre de la Présidence. L'ancienne maire de Cordoue et ancienne figure de la Gauche unie Rosa Aguilar devient ministre de l'Environnement et de l'Agriculture, et la secrétaire à l'Organisation du PSOE Leire Pajín est choisie pour le poste de ministre de la Santé. Le ministère du Logement fusionne avec celui de l'Équipement, et le ministère de l'Égalité est absorbé par celui de la Santé.
Du fait de l'investiture de Rubalcaba comme chef de file socialiste aux prochaines élections, Zapatero organise un ajustement ministériel le 12 juillet 2011. Salgado prend la suite de Rubalcaba dans l'ordre protocolaire mais sans titre de première vice-présidente — il en va de même pour Chaves qui succède à Salgado — et les fonctions de porte-parole reviennent à Blanco. Le secrétaire d'État à la Sécurité Antonio Camacho est lui chargé de la direction du ministère de l'Intérieur.

### Succession
Au cours des élections parlementaires anticipées du 20 novembre 2011, le Parti populaire remporte la majorité absolue et l'alliance PSOE-PSC le pire résultat de son histoire. En conséquence, le 22 décembre 2011, Mariano Rajoy constitue son premier gouvernement.

## Composition

### Initiale (14 avril 2008)
- Les nouveaux ministres sont indiqués en gras, ceux ayant changé d'attribution en italique.

| Portefeuille                                                                                    | Titulaires | Titulaires | Titulaires                                                                    | Parti    |
| ----------------------------------------------------------------------------------------------- | ---------- | ---------- | ----------------------------------------------------------------------------- | -------- |
| Président du gouvernement                                                                       |            |            | José Luis Rodríguez Zapatero                                                  | PSOE     |
| Première vice-présidente du gouvernement Ministre de la Présidence Porte-parole du gouvernement |            |            | María Teresa Fernández de la Vega Sanz                                        | Sans     |
| Second vice-président du gouvernement Ministre de l'Économie et des Finances                    |            |            | Pedro Solbes Mira                                                             | Sans     |
| Ministre des Affaires étrangères et de la Coopération                                           |            |            | Miguel Ángel Moratinos Cuyaubé                                                | PSOE     |
| Ministre de la Justice                                                                          |            |            | Mariano Fernández Bermejo (jusqu'au 24/02/2009)                               | Sans     |
| Ministre de la Justice                                                                          |            |            | Francisco Caamaño Domínguez                                                   | PSOE     |
| Ministre de la Défense                                                                          |            |            | Carme Chacón Piqueras Intérim de Alfredo Pérez Rubalcaba (19/05 - 30/06/2008) | PSC PSOE |
| Ministre de l'Intérieur                                                                         |            |            | Alfredo Pérez Rubalcaba                                                       | PSOE     |
| Ministre de l'Équipement                                                                        |            |            | Magdalena Álvarez Arza                                                        | PSOE     |
| Ministre de l'Éducation, de la Politique sociale et des Sports                                  |            |            | Mercedes Cabrera Calvo-Sotelo                                                 | Sans     |
| Ministre du Travail et de l'Immigration                                                         |            |            | Celestino Corbacho Chaves                                                     | PSC      |
| Ministre de l'Industrie, du Tourisme et du Commerce                                             |            |            | Miguel Sebastián Gascón                                                       | Sans     |
| Ministre de l'Environnement et du Milieu rural et marin                                         |            |            | Elena Espinosa Mangana                                                        | PSOE     |
| Ministre des Administrations publiques                                                          |            |            | Elena Salgado Méndez                                                          | Sans     |
| Ministre de la Culture                                                                          |            |            | César Antonio Molina Sánchez                                                  | Sans     |
| Ministre de la Santé et de la Consommation                                                      |            |            | Bernat Soria Escoms                                                           | Sans     |
| Ministre du Logement                                                                            |            |            | Beatriz Corredor Sierra                                                       | PSOE     |
| Ministre de la Science et de l'Innovation                                                       |            |            | Cristina Garmendia Mendizábal                                                 | Sans     |
| Ministre de l'Égalité                                                                           |            |            | Bibiana Aído Almagro                                                          | PSOE     |

### Remaniement du 7 avril 2009
- Les nouveaux ministres sont indiqués en gras, ceux ayant changé d'attribution en italique.

| Portefeuille                                                                                    | Titulaires | Titulaires | Titulaires                             | Parti |
| ----------------------------------------------------------------------------------------------- | ---------- | ---------- | -------------------------------------- | ----- |
| Président du gouvernement                                                                       |            |            | José Luis Rodríguez Zapatero           | PSOE  |
| Première vice-présidente du gouvernement Ministre de la Présidence Porte-parole du gouvernement |            |            | María Teresa Fernández de la Vega Sanz | Sans  |
| Deuxième vice-présidente du gouvernement Ministre de l'Économie et des Finances                 |            |            | Elena Salgado Méndez                   | Sans  |
| Troisième vice-président du gouvernement Ministre de la Politique territoriale                  |            |            | Manuel Chaves González                 | PSOE  |
| Ministre des Affaires étrangères et de la Coopération                                           |            |            | Miguel Ángel Moratinos Cuyaubé         | PSOE  |
| Ministre de la Justice                                                                          |            |            | Francisco Manuel Caamaño Domínguez     | PSOE  |
| Ministre de la Défense                                                                          |            |            | Carme Chacón Piqueras                  | PSC   |
| Ministre de l'Intérieur                                                                         |            |            | Alfredo Pérez Rubalcaba                | PSOE  |
| Ministre de l'Équipement                                                                        |            |            | José Blanco López                      | PSOE  |
| Ministre de l'Éducation                                                                         |            |            | Ángel Gabilondo Pujol                  | Sans  |
| Ministre du Travail et de l'Immigration                                                         |            |            | Celestino Corbacho Chaves              | PSC   |
| Ministre de l'Industrie, du Tourisme et du Commerce                                             |            |            | Miguel Sebastián Gascón                | Sans  |
| Ministre de l'Environnement et du Milieu rural et marin                                         |            |            | María Elena Espinosa Mangana           | PSOE  |
| Ministre de la Culture                                                                          |            |            | Ángeles González-Sinde Reig            | Sans  |
| Ministre de la Santé et de la Politique sociale                                                 |            |            | Trinidad Jiménez García-Herrera        | PSOE  |
| Ministre du Logement                                                                            |            |            | María Beatriz Corredor Sierra          | PSOE  |
| Ministre de la Science et de l'Innovation                                                       |            |            | Cristina Garmendia Mendizábal          | Sans  |
| Ministre de l'Égalité                                                                           |            |            | Bibiana Aído Almagro                   | PSOE  |

### Remaniement du 21 octobre 2010
- Les nouveaux ministres sont indiqués en gras, ceux ayant changé d'attribution en italique.

| Portefeuille                                                                                                   | Titulaires | Titulaires | Titulaires                      | Parti |
| --- | ---------- | ---------- | ------------------------------- | ----- |
| Président du gouvernement                                                                                      |            |            | José Luis Rodríguez Zapatero    | PSOE  |
| Premier vice-président du gouvernement Ministre de l'Intérieur Porte-parole du gouvernement                    |            |            | Alfredo Pérez Rubalcaba         | PSOE  |
| Deuxième vice-présidente du gouvernement Ministre de l'Économie et des Finances                                |            |            | Elena Salgado Méndez            | Sans  |
| Troisième vice-président du gouvernement Ministre de la Politique territoriale et de l'Administration publique |            |            | Manuel Chaves González          | PSOE  |
| Ministre des Affaires étrangères et de la Coopération                                                          |            |            | Trinidad Jiménez García-Herrera | PSOE  |
| Ministre de la Justice                                                                                         |            |            | Francisco Caamaño Domínguez     | PSOE  |
| Ministre de la Défense                                                                                         |            |            | Carme Chacón Piqueras           | PSC   |
| Ministre de l'Équipement                                                                                       |            |            | José Blanco López               | PSOE  |
| Ministre de l'Éducation                                                                                        |            |            | Ángel Gabilondo Pujol           | Sans  |
| Ministre du Travail et de l'Immigration                                                                        |            |            | Valeriano Gómez Sánchez         | PSOE  |
| Ministre de l'Industrie, du Tourisme et du Commerce                                                            |            |            | Miguel Sebastián Gascón         | Sans  |
| Ministre de l'Environnement et du Milieu rural et marin                                                        |            |            | Rosa Aguilar Rivero             | Sans  |
| Ministre de la Présidence                                                                                      |            |            | Ramón Jáuregui Atondo           | PSOE  |
| Ministre de la Culture                                                                                         |            |            | Ángeles González-Sinde Reig     | Sans  |
| Ministre de la Santé, de la Politique sociale et de l'Égalité                                                  |            |            | Leire Pajín Iraola              | PSOE  |
| Ministre de la Science et de l'Innovation                                                                      |            |            | Cristina Garmendia Mendizábal   | Sans  |

### Remaniement du 12 juillet 2011
- Les nouveaux ministres sont indiqués en gras, ceux ayant changé d'attribution en italique.

| Portefeuille | Titulaires | Titulaires | Titulaires                      | Parti |
| --- | ---------- | ---------- | ------------------------------- | ----- |
| Président du gouvernement |            |            | José Luis Rodríguez Zapatero    | PSOE  |
| Vice-présidente du gouvernement pour les Affaires économiques Ministre de l'Économie et des Finances                                |            |            | Elena Salgado Méndez            | Sans  |
| Vice-président du gouvernement pour la Politique territoriale Ministre de la Politique territoriale et de l'Administration publique |            |            | Manuel Chaves González          | PSOE  |
| Ministre des Affaires étrangères et de la Coopération                                                                               |            |            | Trinidad Jiménez García-Herrera | PSOE  |
| Ministre de la Justice |            |            | Francisco Caamaño Domínguez     | PSOE  |
| Ministre de la Défense |            |            | Carme Chacón Piqueras           | PSC   |
| Ministre de l'Intérieur |            |            | Antonio Camacho Vizcaíno        | Sans  |
| Ministre de l'Équipement Porte-parole du gouvernement                                                                               |            |            | José Blanco López               | PSOE  |
| Ministre de l'Éducation |            |            | Ángel Gabilondo Pujol           | Sans  |
| Ministre du Travail et de l'Immigration                                                                                             |            |            | Valeriano Gómez Sánchez         | PSOE  |
| Ministre de l'Industrie, du Tourisme et du Commerce                                                                                 |            |            | Miguel Sebastián Gascón         | Sans  |
| Ministre de l'Environnement et du Milieu rural et marin                                                                             |            |            | Rosa Aguilar Rivero             | Sans  |
| Ministre de la Présidence |            |            | Ramón Jáuregui Atondo           | PSOE  |
| Ministre de la Culture |            |            | Ángeles González-Sinde Reig     | Sans  |
| Ministre de la Santé, de la Politique sociale et de l'Égalité                                                                       |            |            | Leire Pajín Iraola              | PSOE  |
| Ministre de la Science et de l'Innovation                                                                                           |            |            | Cristina Garmendia Mendizábal   | Sans  |